# Stanislava Theissigová
Stanislava Theissigová (roz. Hubálková) (16. listopadu 1934 – 8. června 2013 v Praze) byla československá hráčka basketbalu (vysoká 171 cm). Je zařazena na čestné listině mistrů sportu. V roce 2005 byla uvedena do Síně slávy České basketbalové federace.
Stanislava Theissigová patřila mezi opory reprezentačního družstva Československa, za které hrála v letech 1952 až 1960 celkem 92 utkání a má významný podíl na dosažených sportovních výsledcích. Zúčastnila se mistrovství světa v roce 1959 a čtyřikrát mistrovství Evropy v basketbale žen, na nichž získala celkem 5 medailí, z toho jednu stříbrnou za druhé místo na ME 1954 a čtyři bronzové medaile za třetí místa (MS 1959 a ME 1956, 1958, 1960). Reprezentační kariéru zakončila na Mistrovství Evropy v roce 1960 v Bulharsku (3. místo).
V československé basketbalové lize žen hrála celkem 12 sezón (1952-1967), všechny za Slovan Orbis Praha, v nichž s týmem získala v ligové soutěži osmkrát titul mistra, třikrát vicemistra Československa a jedno třetí místo. S týmem Slovan Orbis Praha se zúčastnila 4 ročníků FIBA Poháru evropských mistrů v basketbale žen, dvakrát tým skončil v soutěži na druhém místě, když podlehl až ve finále (1961 proti Daugava Riga, 1963 proti Slavia Sofia) a dvakrát se probojoval mezi čtyři nejlepší týmy a podlehl až v semifinále (1960 a 1962 s Daugava Riga). ,

## Sportovní kariéra

### Hráčská
- klub: 12 medailových umístění, 7x mistryně Československa, 4x 2. místo, 2x 3. místo
- 1952-1970 Slovan Praha Orbis, 7x 1. místo (1954, 1956, 1957, 1959 až 1962), 4x 2. místo (1955, 1958, 1963, 1967), 3. místo (1953)
- od zavedení evidemce podrobných statistik ligových zápasů (v sezóně 1961/62) zaznamenala celkem 680 ligových bodů.
- Československo: 1952–1960 celkem 92 mezistátních zápasů, na MS a ME celkem (bez ME 1954) 178 bodů v 28 zápasech
- 1959 Moskva (52 bodů /7 zápasů)
- Mistrovství Evropy: 1954 Bělehrad (bude doplněno), 1956 Praha (53 /7), 1958 Lodž, Polsko (44 /7), 1960 Sofia (29 /7),
- úspěchy:
- Mistrovství světa v basketbalu žen: 3. místo (1959)
- Mistrovství Evropy v basketbale žen: 2. místo (1954), 3x 3. místo (1956, 1958, 1960)
- FIBA Pohár evropských mistrů v basketbale žen: 2x 2. místo (1961, 1963), 2x v semifinále (1960 a 1962)